# Vredenburg
Vredenburg est une ville de la côte ouest du Cap dans la province du Cap occidental en Afrique du Sud.

## Géographie
C’est le centre commercial et de transport de la région de la côte ouest, et le centre administratif de la municipalité de Saldanha Bay. La ville est située à 12 km à l’intérieur des terres de la baie de Saldanha, sur la péninsule de Cap Columbine, à 138 km au nord de Cape Town.

## Histoire
La ville fut fondée en 1875, d’abord en tant que congrégation réformée néerlandaise pour servir les communautés environnantes, puisque l’église la plus proche était à Hopefield. Le nom original de la ville était "Twisfontein", qui en afrikaans veut dire la "fontaine de la dispute". Ce nom est apparu lorsque deux agriculteurs concurrents se sont battus pour la seule source d’eau douce disponible dans la région. Le nom de la ville a ensuite été changé pour "Prosesfontein". Quand un accord a été trouvé concernant les sources d'eau et que la paix est revenue, le nom de "Vredenburg" fut choisi. Le mot "Vrede" veut dire "Paix" en afrikaans. La ville ne doit pas être confondue avec l'ancienne Vredenburg dans le Limpopo.

## Population
La population de la ville était de 38 382 habitants en 2011.

## Personnages célèbres
- Christiaan Bakkes
- Stedman Gans